# محمد سعود
محمد سعود فنان تشكيلي وناقد فني ومصمم إعلامي مغربي من مدينة بركان الواقعة في أقصى شرق المملكة المغربية، من الفنانين الذين أستطاعوا يبصموا الحركة الفنية بأسلوب جد متميز نال إعجاب الكثير من النقاد والفنانين والأدباء.استدعي للمشاركة في تظاهرات دولية فنية كبرى، ولازالت أعماله تلقى إقبالا كبيراومن بينها الأعمال التي انجزها في طفولته. تم تكريمه سنة 2005 من طرف الجمعية الأمريكية المفربية للاعمال الخيرية، وسنة 2009 في المهرجان الدولي الأول للفنون التشكيلية بمكناس.وسنة 2012في الصالون المتوسطي بسطيف بالجزائر، والصالون الدولي الأول بمهرجان القاهرة للفنون التشكيلية. ويعتبر أول من أنجز لوحات رقمية في القارة الإفريقية. ومصمما لكبريات الشركات المغربية، وتوجد جل تصاميمه في بهو وزارة التربية الوطنية والوكالة الأميريكية للتنمية الدولية، وأنجز أبحاثا في الخطوط والألوان والاشكال أصبحت مرجعا ومادة للتدريس في الكثير من المؤسسات ومنها جامعة فيلاديفيا.تلقى تعليمه الابتدائي والثانوي بمدينة بركان والجامعي بوجدة، حصل على الإجازة في الاداب العربية سنة 1985 ودبلوم تربوي سنة 1987ودبلوم في علم التواصل الاستراتيجي سنة 2008 وحصل أيضا على أكثر من 40 جائزة عالمية. اشتغل كاستاذ للغة العربية ومادة الفن بمحترف كلية الاداب والعلوم الإنسانية بابن مسيك بالدارالبضاء. ويشغل الآن رئيس مكتب الاتصال باحدى نيابات الدارالبيضاء. ويعتبر من الفنانين الذين ناصروا الشباب والمهمشين.ساهم بقسط وافر من فنه لخدمة الأيتام ومراكز حماية الطفولة. إضافة إلى ثقافته الواسعة.وضعت لوحاته في الكثير من أعلفة الأعمال الإبداعية والملصقات والكتيبات والقصائد، كما أطر الكثير من الورشات في علوم الاتصال والفن التشكيلي.
هو فنان قادم من عوالم التصوف وأبعاده الميتافيزيقية التي تتشبع بها لوحاته العامرة بالألوان والكتل الصباغية، المتدفقة في مد من خطوط في تصاعد، تتماهى فيها الشخوص بين ما هو انطباعي وما هو زجاجي انكشافي، أو ما نسميه نقدا بالسليويت أو وجوه الظل التي تختفي ملامحها لتظهر خطوط اتضاحها فقط. محمد سعود فنان قادم من مدارج النقد وعارف بآلياته ومستوعب لأسسه ودارسه، التي يتخذها مرجعا لتقريب المتلقي من أعمال عالمية معاصرة وحديثة. تتميز أعمال الفنان محمد سعود بعدم نمطيتها حيث لا توجد لوحة تشبه الأخرى، وكذلك بانسلاخه من مرحلة إلى أخرى، وأعماله الأخيرة تميزت بتوظيف الدائرة أو القرص الذي اتخذ له مكانا وزمانا، في الموضوع المتناول، لتلفه ريشة الفنان بألوان وأشكال ليست هدفا في حد ذاتها، بقدر ما هي وسيلة تجسد تجارب ذهنية إبداعية، تحمل في طياتها، نظرة ثاقبة لجوهر الأشياء، متعالية بذلك عن محاكاة الواقع الخارجي، وهنا تكمن خصائص التيار الشبه تجريدي في إبداع أشكال معهودة ولا معهودة. يرسم الفضاء مفعما بصفاء اللون متحدا مع غيره من الألوان ليضفي الرونق المُمْلى عليه من قبل روح التعامل مع هذه الألوان.إن قدرة الفنان محمد سعود على التعامل مع الألوان بشكل تجانسي رائق يجعلك أما لوحات مؤثثة بلوينات مبثوثة بحس فني رهيف، مما يجعلك وأنت تقف أمامها تكتشف عوالم فسيحة نسيجها مساحات لونية تناجي بالكثير من مكنونات النفس. ولا أحد ينكر مركزية اللون في تشكيل مفردات الأعمال التشكيلية فـ» للألوان والخطوط والأشكال أهمية قصوى في مجال الرسم، فحساسية الألوان ميزة كبيرة بالنسب للفنان، إنها وسيلته للإلهام وحافزه الأساسي لترويض الخيال والخلق

## إصدارات تناولت حياة الفنان
- شبكة الفنانين العالمين للناقدة الفنية الأميريكية كلودين ماكدوليت. إصدارات كاليفورنيا 2009
- بوتقة المسك. إصدارات شبكة صدانا عن الشارقة "الإمارات العربية المتحدة.سنة 2010
- كتب بيبلوغرافيا صادرة باللغة الفرنسية من كندا منها «فنانو إفريقيا» «فنانو المغرب» «مواليد المغرب»

## تكريمات
- صالون الشرق الأوسط الأول بالقاهرة بمصر سنة 2012
- الملتقى المتوسطي الرابع للفنون التشكيلية بسطيف في الجزائر سنة 2012
- الملتقى المتوسطي الثالث للفنون التشكيلية بسطيف في الجزائر سنة 2011
- المهرجان الدولي الأول للفنون التشكيلية والفوتوغراف بمكناس سنة 2009
- الجمعية الأمريكية المغربية للاعمال الخيرية سنة 2005

## لوحات الفنان في أغلفة كتب
- -ليلى مهيدرة -رائحة الموت*رواية* مؤسسة الرحاب الجديدة -لبنان 2018[4]
- - أحمد بياض - موت كف على غسيل نجمة - الناشر جامعة المبدعين المغاربة. مطبعة ورافة بلال 2018.[5]
- - محمد مباركي - شروق شمسين -رواية -عن منشورات «ديهيا» بأبركان ومطبعة «جسور» بوجدة 2017
- - ركاد حسن خليل - عطر الأرض - ديوان - دار الصحافة والطباعة والنشر -الرباط - 2015
- - عبد الرحيم التدلاوي -تداعيات الدموع والبياض..قصص قصيرة جدا، مطبعة البوغاز ـ مكناس 2015
- -عبد الهادي روضي – عزلة النهر – منشورات وزارة الثقافة، مطبعة دار المنهل.ط1. 2015
- -فاتحة صلاح الدين: لست وحدي..لست معك (ديوان)-دارفضاءات بالأردن.-ط1-2015
- -ركاد حسين خليل: عطر الأرض (ديوان) مطبعة دار الوطن بالرباط –ط1-2015
- -حسنة أولهاشمي: بريد الفراشات (ديوان) –ط1-2015
- -عبد الرحيم التدلاوي: تداعيات الدموع والبياض – مطبعة دار البوغاز، مكناس. 2015
- -هشام حراك: السوق اليومي – مطبعة رباط نت، الطبعة 3 .2015
- -محمد مقق: الطريق إلى القصة القصيرة (دراسة) ط1-2015
- -سعيدة لقراري: وداعا أحلام الغد (قصص) ط1- 2015
- -أسماء صقر القاسمي- هواجس الندى (شعر) دار الياسمين للطباعة والنشر في الشارقة –ط1-2014
- -ليلى مهيدرة: ساق الرح (رواية). مؤسسة الرحاب الحديثة –بيروت. ط1 .2014
- -عزالدين الجنيدي: أبدا لن أراقص الجراح (شعر) دار القرويين –ط1-2014
- -حسن البقالي: قط شر ودنجر (قصص) مطبعة البوغاز – مكناس 2014.
- -محمد أكراد الورايني: سراب لايرى (شعر) دار الوطن – ط1. 2014
- -سعيد ملوكي: عيون أرجوس (شعر) – مطبعة الجسور –ط1 2014
- -مجموعة من المؤلفين: بين نارين (قصص) –منشورات جامعة المبدعين المغاربة، مطبعة انفوبرانت فاس.2014
- - خالد بوكلة: غير الزين ولابلاش دارتها لحروف (زجل) 2014
- -وفاء عبدالرزاق: وجوه أشباه وأخيلة- مطبعة دار المثقف العربي بسيدني أستراليا-ط1-2014-
- -عبد الله لحسايني: سيرة ابن نيشان (قصص) مطبعة بركان 2014
- -زكي قصاب: الراحلون واللوح (قصص) مطبعة ناراجاخا بكركوك العراق –ط1-2013
- -حسن برما: ارتعاشات ترفض التجنيس – مطبعة ليمورية بالدار البيضاء –ط1- 2013
- -مجموعة من المؤلفين: حتى يزول الصداع –منشورات جامعة المبدعين المغاربة، مطبعة انفوبرانت فاس.2013
- -محمد علي الرباوي: أوراق مكية (شعر)
- -حميد ركاطة: البحث عن المعاني اللامرئية ودلالات الأشياء في شعر محمدعلي الرباوي
- -محمد بوشيخة: أجساد فقط – منشورات الثقافة الجنوبية – ط1- 2013
- -مجموعة من المؤلفين: طريق الشفاه (قصص) –منشورات جامعة المبدعين المغاربة، مطبعة انفوبرانت فاس.2013
- -مجموعة من المؤلفين: حوض الكلام (زجل) –منشورات جامعة المبدعين المغاربة، مطبعة انفوبرانت فاس.2013
- -Khadija Elhamrani :La bergère du silence –Edition Soulaiki !Tanger 2013
- -الحسن رزوقي: مد الكلام جزر السكون (شعر) – مطبعة الجسور بوجدة –ط1- 2013
- -حسن برما: شهد النسيان ناداني – مطبعة ليمورية بالدارالبيضاء –ط1- 2013
- -مجيد الرزوقي: الحرف المهجور (زجل) – مطبعة نجمة الشرق – بركان –ط1-2013
- -د. مصطفى رمضاني: علامات في المسرح المغربي – مطبعة الجسر. وجدة. الطبعة 1. 2012
- -عبد الرحمن الوادي: ألسنة الماء – دار الوطن بالرباط –ط1-2012
- -أحمد بلكاسم: الشيخ قارون (مجموعة قصية) – مطبعة الجسور بوجدة. ط1. 2012
- -د. معمر بختاوي: المطرودون (رواية) مطبعة الرباط نت. ط1.. 2012
- -محمد كنوف: الخيل لاتنام على مهلها (ديوان) دار الوطن. ط1. 2012
- -سناء بلحور: رعشات – دار التنوخي للطباعة والنشر. ط1. 2012.
- -محمد فكري: في عينيها ينام القمر)(شعر) أنفوبرانت بفاس –ط1- 2012
- -صدور مشرعة عن آخرها 2012
- -بوعلام دخيسي: هديل المساء- مطبعة الجسور بوجدة – ط1-2012
- -مجموعة من المؤلفين: تهمس لك –منشورات جامعة المبدعين المغاربة، مطبعة انفوبرانت فاس.2012
- -مجموعة من المؤلفين: شرفات –منشورات جامعة المبدعين المغاربة، مطبعة انفوبرانت فاس.2012
- -Wafaa Abdelrazzak : Vétue d’un corps(Nouveles) –Edition Infoprint 2011
- -إدريس الجرماطي: رقصة الجنازة- (قصص) دار سندباد للنشر والإعلام بالقاهرة-ط1- 20011
- -إدريس المسناوي: شهوة الضو –(زجل) – دارالتنوخي للطبعة والنشر بالرباط- ط1- 2010
- -مصطفى شعبان: مرايا (رواية) – مطبعة تريفة بركان-ط1- 2008
- -رشيد الخديري: بعيدا قليلا (شعر) مطبعة انفو برانت – فاس –ط1-2009
- -ترانيم الجبل ـ ديوان شعر ـ «للشاعر عبد الله لحسايني»
- -المطرودون ـ رواية ـ «للدكتور معمر بختاوي»
- - رياح النورـ ديوان شعرـ «للشاعر أحمد اليعقوبي»
- - الشيخ قارون ـ مجوعة قصصية «للقاص احمد بلكاسم»
- -أغاني عشقيار- «للشاعر التونسي الدكتور مازن الشريف»
- - جروح السنين - للشاعر «عبد الله لحسايني»
- -مصلوب اشتهى العشق-" للشاعر حسن زروقي.
- -بقايا إنسان- «للشاعرة كريمة دلياس»
- -حدائق زارا- " للشاعر رشيد خديري
- - بعيدا قليلا-«للشاعر عبد الهادي روضي»

## أهم المعارض التي شارك فيها مؤخرا
- 2012 المركز العالمي للفنون التشكيلي بمناسبة اختيار بغداد عاصمة للثقافة العربية بالعراق.
- 2012صالون الشرق الأوسط الأول بالقاهرة بمصر.
- 2012المعرض الدولي الأول بالمركز الثقافي العالمي بمدينة بيرغن بالنرويج.
- 2011 الصالون المتوسطي الرابع بسطيف بالجزائر.
- 2011 رواق فضاء 2 مارس (ليلة المعارض) بالدارالبيضاء.
- 2011 المركز الثقافي العالمي بمدينة بيرغن بالنرويج.
- 2011 رواق محمد الادريسي للفن المعاصر ورواق سرفانتيس بطنجة.
- 2011 تنظيم التظاهرة الدولية الثانية للفن والتربية بالدارالبيضاء
- 2011 المهرجان الثاني للشعر العربي الذي نظمته دراة الشعر المغربي بفاس.
- 2011 المهرجان الأول للشعر العربي الذي نظمته دراة الشعر المغربي بفاس.
- 2011 الملتقى الدولي الثالث للتشكيل والفونوعراف بمكناس.
- 2010 الصالون الثاني للفنون التشكيلية بسطيفالجزائر. .
- 2010 الملتقى الدولي الثامن للفنون التشكيلية بفاس.
- 2010 الملتقى الدولي الثاني للتشكيل والفونوعراف بمكناس.
- 2010 تنظيم أول تظاهرة دولية للفن والتربية بالدارالبيضاء.
- 2010 الصالون الأول للفن المغاربي ببرج بوعربربج الجزائر.
- 2009 رواق موليير بمدينة بيرغن بالنرويج.
- 2009 المهرجان الدولي السابع للفنون التشكيلية بسطات
- 2009 الملتقى الثاني لجمعية مصطاف السعيدية.
- 2009 تطاهرة place aux artistes بمحجج الرياض بالرباط
- 2009 الملتقى الدولي الأول للفنون التشكيلية وغن الفوتوغراف بمكناس.
- 2008 فضاء الفن ب2 مارس الدارالبيضاء
- 2008 المهرجان الثاني للفن التشكيلي المغاربي برواق الفن بوجدة
- 2008 رواق باب المنصور لعلج بمكناس
- 2007 بينالي فلورنسا بإيطاليا.
- 2007 متحف العالم بروتردام بهولندا
- 2006 المهرجان الوطني الرابع للفنون التشكيلية بسطات.
- 2006 المعرض الأول لإتلاف اللمة بفضاء أرفال لبنك باريس بالدار البيضاء
- 2005 الصالون الأول للفن المعاصر بمنتدى الثقافات «كاتدرائية القلب المقدس» سابقا. بالدار البيضاء
- 2004 بينالي فن المنمنمات تشيستوسوفا ببولندا.
- 2003 رواق صالون الربيع يشنغهاي بالصين.
- 2003 الملتقى العالمي للفنانين التشكيليين بكورتي ببلجيكا
- 2001 المهرجان الدولي للسعيدية
- 2003المهرجان الدولي للسعيدية
- 2003المهرجان الدولي للسعيدية
- 2003المهرجان الدولي للسعيدية
- 1991 مهرجان الشباب بالدارالبيضاء
- 1988 المركب الثقافي كمال الزبدي
- 1987 المركز التربوي الجهوي لوجدة
- 1986 قصر البلدية بوجدة
- 1984 كلية الحقوق بجامعة محمد الأول بوجدة
- 1983 كلية الاداب بجامعة محمد الأول بوجدة
- 1981 المقصف الحي الجامعي بوجدة

## حوارات واستجوابات
- صحيفة فبراير الليبية، حاوره الصحفي الليبي أحمد الغماري.2012/02/17
- القدس العربي، حاوره عبد الله المتقي 2010/06/15
- الصحيفة، حاورته الصحفية سكينة بوعشرين. 2007/06/11
- جريدة لوماتين LEMATIN تصدر بالفرنسية، حاوره مصطفى بورقادي، 2009/10/22
- مجلة أقلام السعودية، حاوره لبكم الكنتاوي 2007/12/15
- مجلة صدانا الإماراتية، حاورته الشاعرة فاطمة بوهراكة 2009
- مجلة بلانيت أفريك Planète Afrique النيجرية، حاوره الصحفي النيجري ساليف ديوب 2003
- صحيفة ليبيراسيونLibération، حاور آلان بويتي 2006/03/29
- صحيفة الصحراء، حاوره عبد المجيد الحلاوي 1992/06/28
- صحيفة «السنة» حاوره يحي الصالحي 1988
- جريدة البيان، حاوره عبد الحميد 1983
- واختارته مجلة اقلام السعودية ضيف العدد الثاني، واستضافته جامعة الممبدعين المغاربة، والإذاعة الوطنية من الرباط ضيفا في برنامج ثقافة ومجتمع،

والإذاعة التونسية للإدلاء بشهادة في حق الشاعر مازن الشريف، والقناة الأولى، والمغربية، والقناة الثانية، وأف م سايس، وإذاعة الدارلبيضاء

## وصلات خارجية
- [ موقع فيه معلومات عن محمد سعود* (بالفرنسية)
- [ استجواب في القدس العربي(بالعربية)
- [ دراسة عن أعمال الفنان محمد سعود (بالعربية)
- [ مقال بجريدة لوماتان عن محمد سعود (بالفرنسية)